# 道の駅みはら神明の里
道の駅みはら神明の里（みちのえき みはらしんめいのさと）は、広島県三原市にある国道2号の道の駅である。2012年3月24日の13:00にオープンした。

## 施設
- 駐車場
  - 普通車 : 100台[1]
  - 大型車 : 17台[1]
  - 身障者用 : 2台
- トイレ
  - 男 : 大 6器、小 12器
  - 女 : 20器
  - 身障者用 : 2器
- レストラン（漁師と農家の台所 Kitchen ルマーダ）
- 売店
- 農水産物直売所
- 自動販売機
- 展望デッキ
- 情報コーナー（24時間開放）
- カフェテラス
- 多目的ホール
- 公衆電話 1台
- 休憩所

## 休館日
- 毎月第3火曜日

## アクセス
- 国道2号（三原バイパス）- 登録路線（福山方面からは是国ランプ、広島方面からは時広ランプを利用する。）
  - 福山方面 - 尾道バイパス - 木原道路 - 三原バイパス（是国ランプ - 道の駅みはら神明の里 - 時広ランプ） - 本郷バイパス - 広島方面
- JR糸崎駅から徒歩15分程度

## 周辺
- 三原城跡
- 瀬戸内海国立公園筆影山
- 佛通寺
- すなみ海浜公園